# Sony Fair @ Taiwan
「Sony Fair @ Taiwan 影音嘉年華」，是自2004年開始，於每年四月由台灣新力國際整合新力集團（Sony Group）在台灣各關係企業資源並於台北101舉行的新力集團聯合會展，會展中展示新力公司最新技術與產品。展場中每個時段也會有不同節目介紹，讓一般消費民眾可以盡情體驗。而會展期間的周末假期舉行「Sony concert」迷你演唱會。

## 展區概況
「Sony Fair 2004」在台灣首辦的當時，主要是為慶祝Sony Style在台北101購物中心5樓的開幕，進而將該展覽設於4樓都會廣場。2005年9月新力公司在發表「中期企業策略」中，正式將「高畫質世界」（HD world）定位為全球戰略，而2006年逢新力集團成立六十週年，所以至「Sony Fair 2006」開始，轉移到鄰近台北世貿三館的台北101北方廣場擴大舉行，並以推廣「高畫質世界」（HD world）為主軸定位延續至今。

### 歷年主題
| 屆次 | 年份   | 展期            | 主題                         | 重要貴賓                                    |
| ---- | ------ | --------------- | ---------------------------- | ------------------------------------------- |
| 1    | 2004年 | 4月7日─4月11日  | 無所不在的價值網路           | 安藤國威 （新力集團總裁兼首席營運長）       |
| 2    | 2005年 | 4月21日─4月24日 | like no other                | 坂井賢司 （台灣新力國際董事長）             |
| 3    | 2006年 | 4月7日─4月16日  | HD World 高畫質世界          | 中鉢良治 （新力公司社長兼電子事業群執行長） |
| 4    | 2007年 | 4月10日─4月22日 | Sony 極致呈現 享受真實的感動 | 井原勝美 （新力公司副社長）                 |
| 5    | 2008年 | 4月3日─4月13日  | 新力影音娛樂公園             | 中鉢良治 （新力公司社長兼電子事業群執行長） |

## 2008年
SonyFair 2008於4月3日~4月13日在台北101-北方廣場正式展開，此次有別往年，簡化以往會展的名稱及商標，主軸為「新力影音娛樂公園」，由新力公司社長兼電子事業群執行長中缽良治來台揭開序幕。此次會展，更注重在於與消費者體驗互動

### 高畫質世界
自2006年起，以「HD World高畫質世界」為主題，所強打之重點專區，也是此展覽的核心聚焦，包含高畫質影音應用，以及新力電子主力商品BRAVIA液晶電視。

#### 高畫質海洋館
此高畫質影片放映內容為日本沖繩「沖繩美麗海水族館」中，世界最大的大型水槽裡，有身長7公尺的鯨鯊，還有大型鬼蝠魟等，種類繁多的魚類就在眼前自在悠游。透過Sony高畫質攝影機的錄製下，真實呈現出沖繩美麗海水族館場景，讓參觀者得以身歷其境。

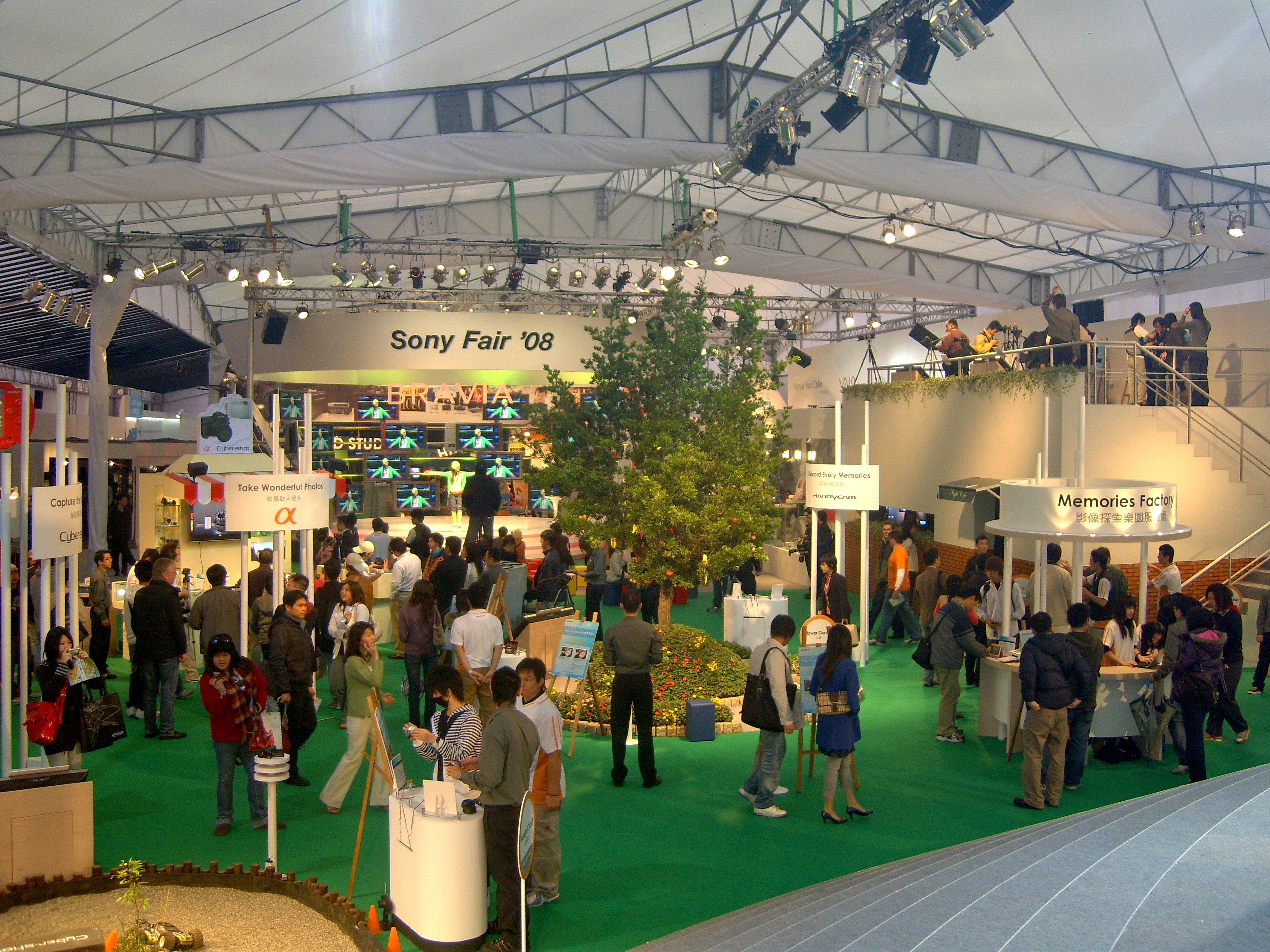
Sony Fair2008年會場一景
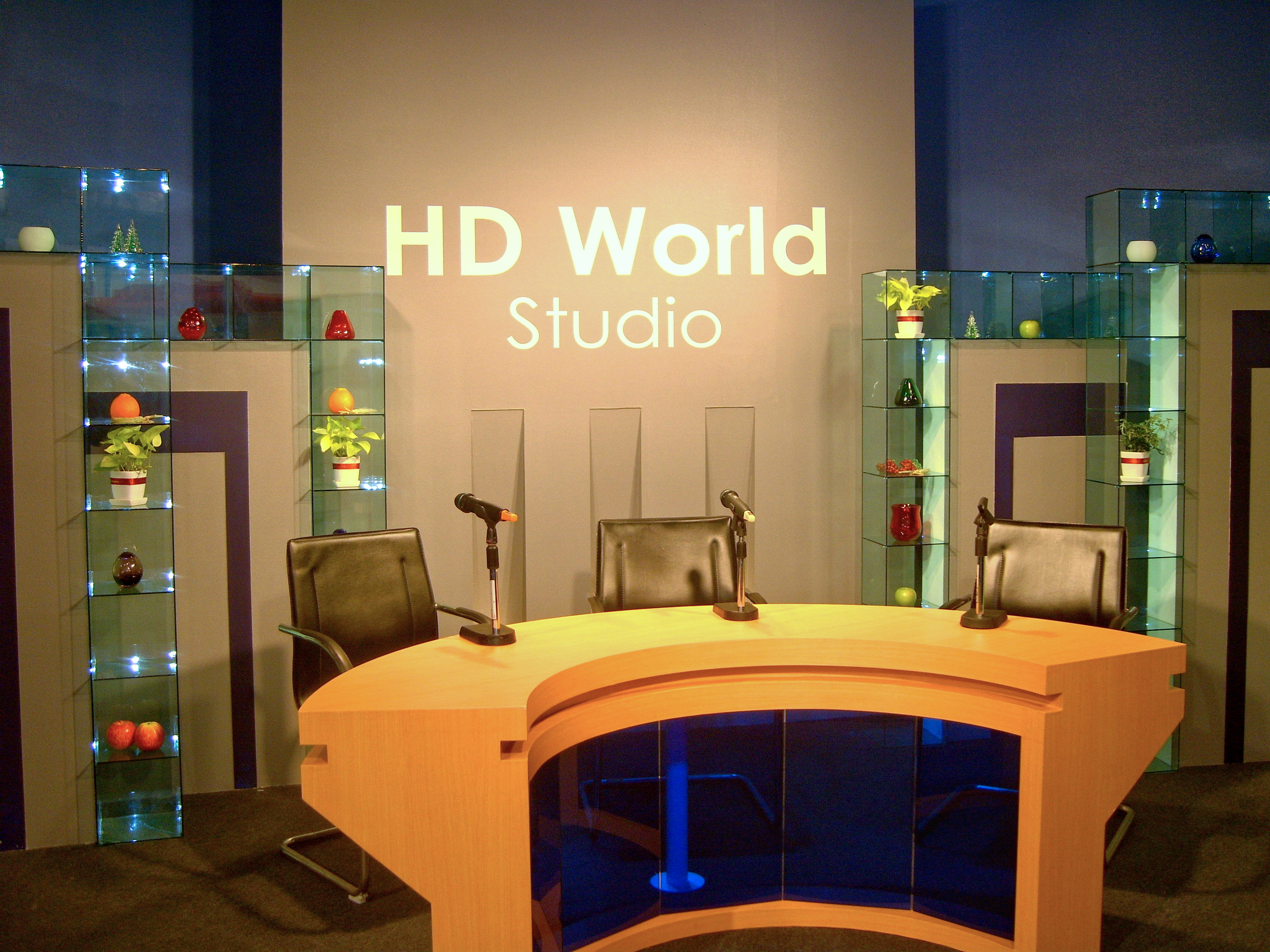
HD World專區
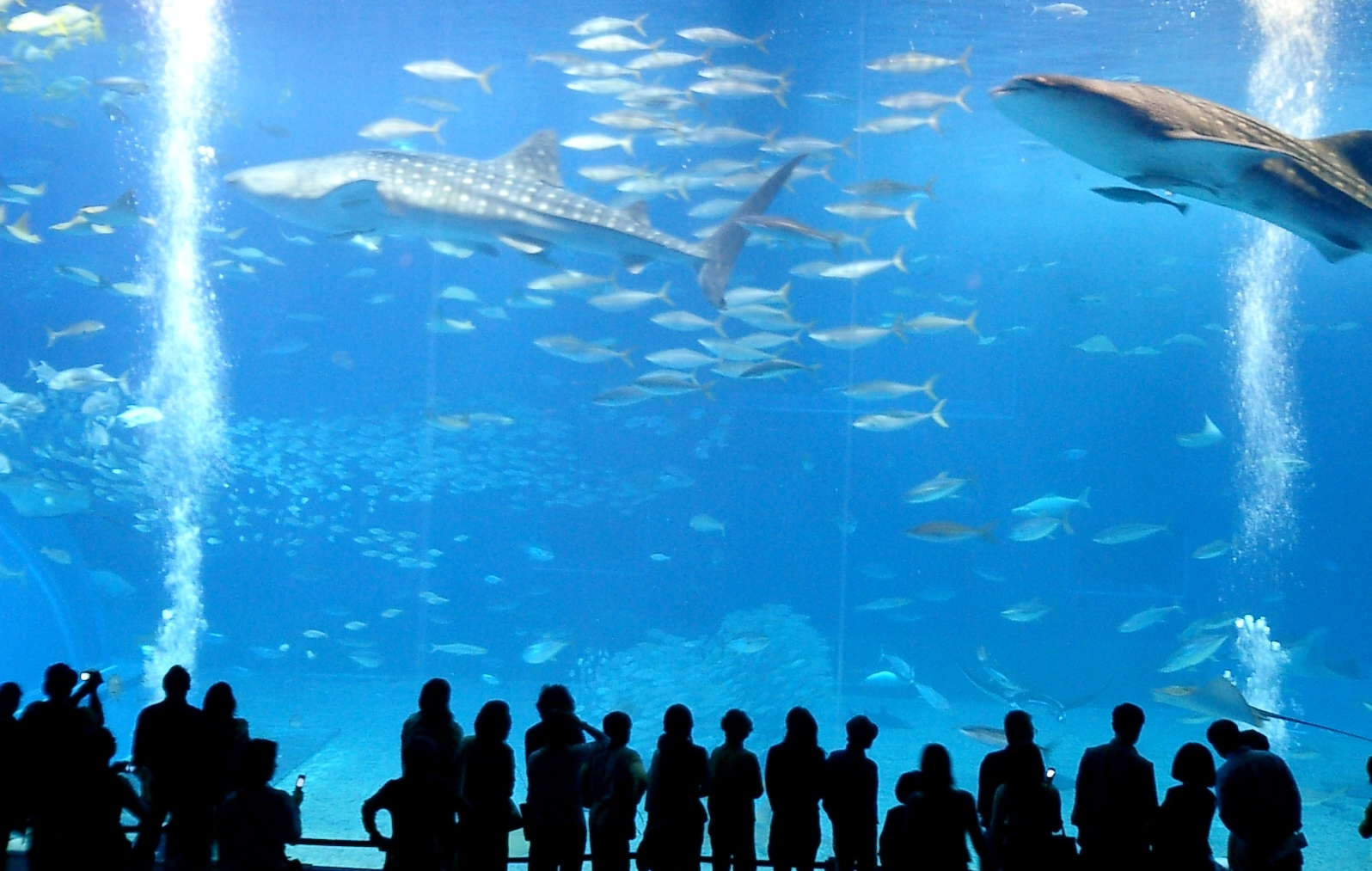
沖繩美之海水族館一景

### VAIO時尚館
「VAIO Fashion Boutique-VAIO時尚館」，除了VAIO筆記型電腦的展示外，為了結合時尚生活話題，2008年也和GQ雜誌合作，以不同風格的裝扮，進行數位商品的展示走秀，更在體驗區擺設了新力集團的相關數位商品，讓參觀者進行體驗。

### 影音娛樂串連屋
「Digital Home-影音娛樂串連屋」

### 音樂廊
「Audio Gallery（音樂廊）」展示Walkman隨身聽、週邊商品，Sony BMG發行之音樂專輯，以及合作夥伴ezPeer提供之數位音樂服務等，此一名稱是在2008年起正式啟用。

### 影像探索樂園

#### 攝影學堂
展示新力科技所出產之數位相機系列商品，包含Cyber-shot與Sony α，另有模擬各種攝影場景，設置不同類型之攝影體驗區，讓參觀者以實機進行體驗。

### 數位娛樂特區
此區為台灣新力集團旗下姊妹公司展示區，展示Sony Ericsson旗下之手機商品。2008年，則展示未上市，與宏達電子技術合作，所開發之新產品XPERIA X1。

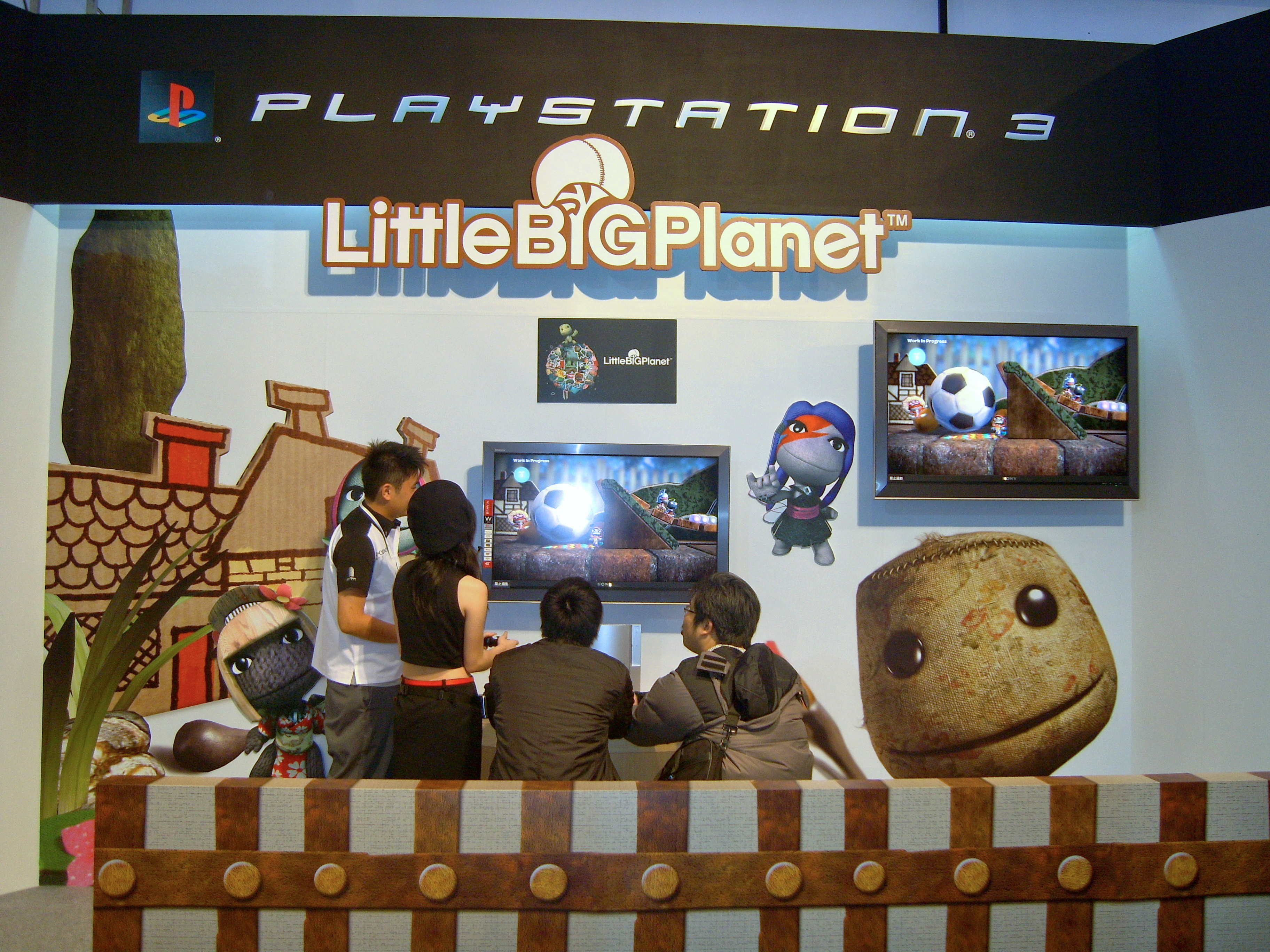
PS3動作遊戲《小小大星球》的體驗區。

主要提供PlayStation 3、PlayStation Portable遊戲試玩。另有旗下動漫頻道Animax，在此展覽中進行節目展示。

### 網路服務
以So-net為核心之區塊，除了主力的So-net ADSL商品外，近年，亦開始針對旗下相關服務，進行主力宣傳，包含遊戲網、SoTV、Beyou等，而在香港區展覽中，另有電子寵物軟體PostPet的周邊展示。

### CSR社會回饋
2008年新增。起因於新力集團在2008年台北國際電玩展中，與經濟部簽訂「台灣數位內容人才培育研發計畫」合作事宜，扶植台灣數位內容產業，並於3月間正式推展所致。除了展示此一專案在正式啟動前的相關宣導成果外，另有針對新力在台灣舉行的其他社會回饋活動，進行影片展示。

## 2007年
SonyFair 2007於4月10日~4月22日在台北101北方廣場正式展開，此次主軸為「Sony極致呈現 享受真實的感動」，由新力公司副社長井原勝美來台揭開序幕，活動的，並於展場中規劃出「HD World 高畫質世界」、「KODAWARI 極致世界」、「TSUNAGARI 無限互聯」三大主題

### HD World 高畫質世界

#### 黃金淨土
此高畫質影片「黃金淨土」是本次台灣新力公司的高畫質廣告「真實的感動」導演-十文字美信於二十年前所拍攝的作品，此影片利用高畫質攝影機錄下日本寺廟中，多座極具珍貴的百年佛像，再利用3D影像技術，參觀者戴上3D眼鏡後，二十年前所錄製的高畫質影像，宛如呈現在眼前般真實。

### KODAWARI 極致世界

#### Sony Design
新力設計中心創立於1961年，由大賀典雄主持，新力的創業理念就是做「前所未有的」、「永遠領先的」，這同時也是新力的設計哲學。因此孕育出「原創造型」、「創造新生活品味」、「機能美」、「更便利」之理念設計。

### TSUNAGARI 無限互聯
以「Audio United」以及「DLNA」技術為主題，利用無線網路互連的方式，使消費性電子互相整合，讓消費者可以

## 2006年
SonyFair 2006於4月7日~4月16日在台北101-北方廣場正式展開，此次主軸為「HD World 高畫質世界」，由新力公司社長兼電子事業群執行長中缽良治來台揭開序幕，由於適逢新力公司成立60周年，首次擴大舉行展覽並於台北小巨蛋舉辦由新力博德曼旗下藝人演出的「飆新力藝巨星演唱會」，而在主會場的台北101主建築物也續跨年煙火後再打出Sony Fair字樣，會展也是歷年規模最大一次。

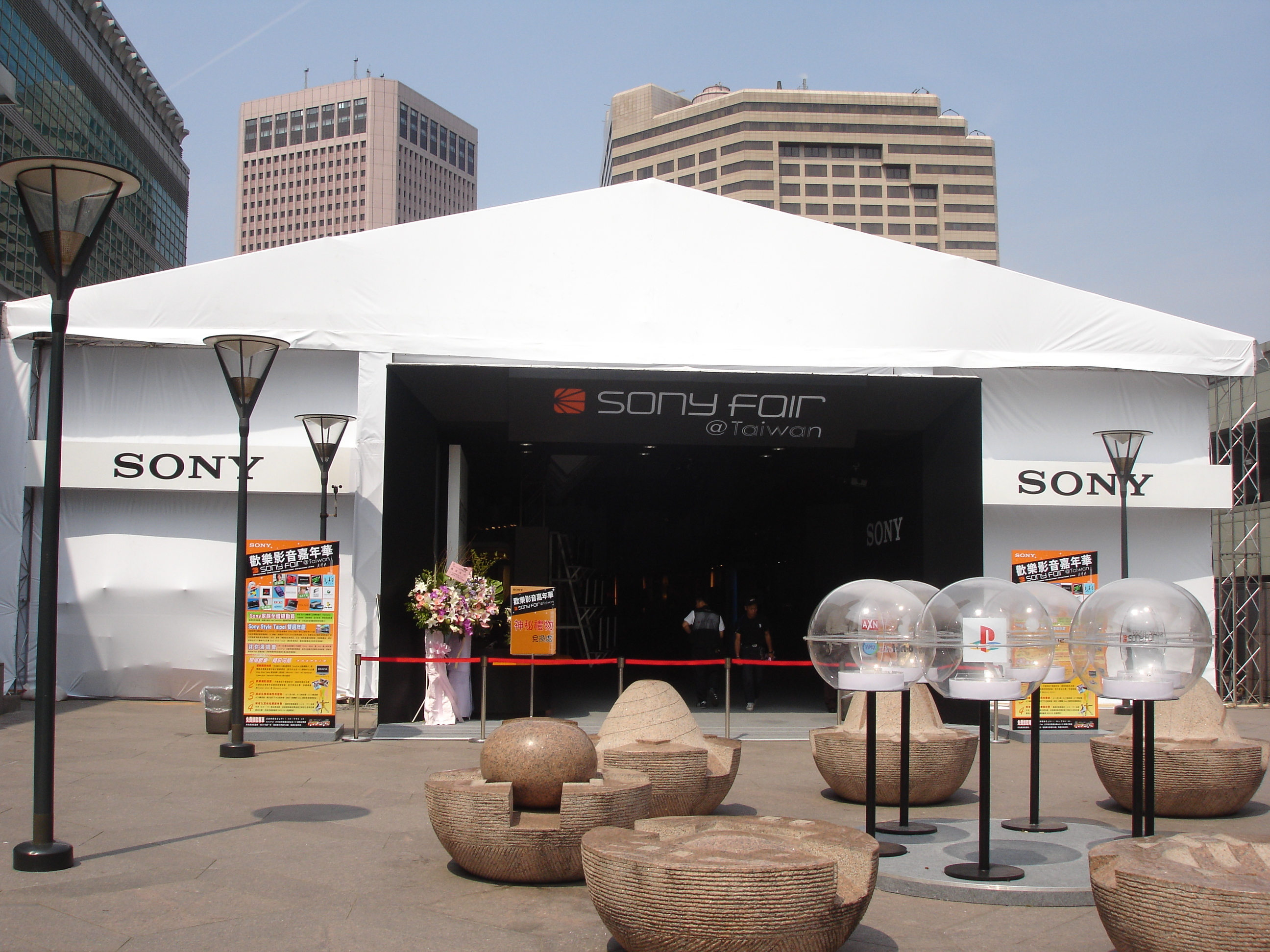
Sony Fair2006入口處
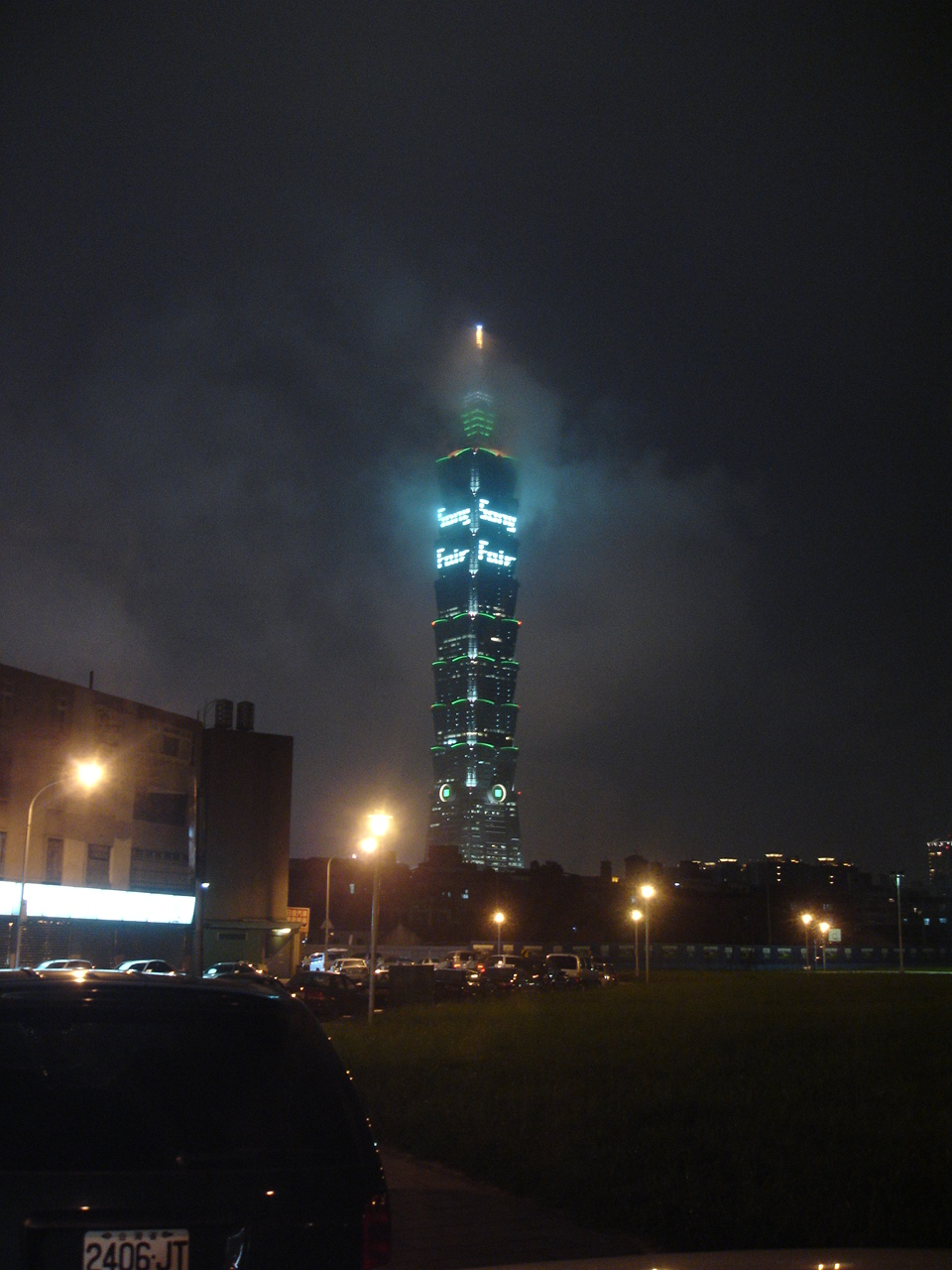
台北101於會展期間打出「Sony Fair」字樣

### 伊林名模走秀
邀請伊林四大名模走秀穿梭於會場，成為此次會展話題焦點，名模分別為：洪小鈴、姚采穎、蔡淑臻、陳思璇。

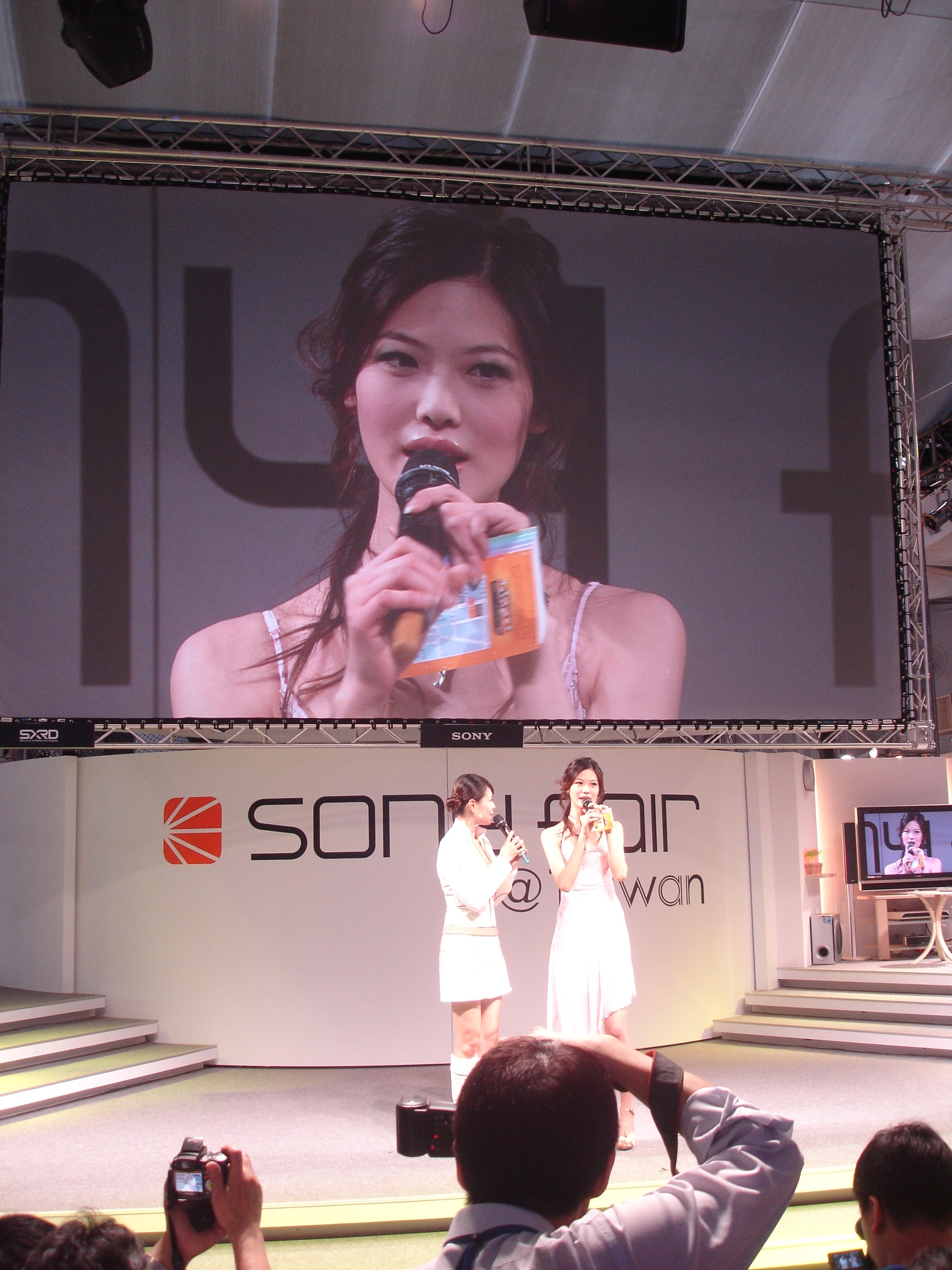
姚采穎攝影於主舞台
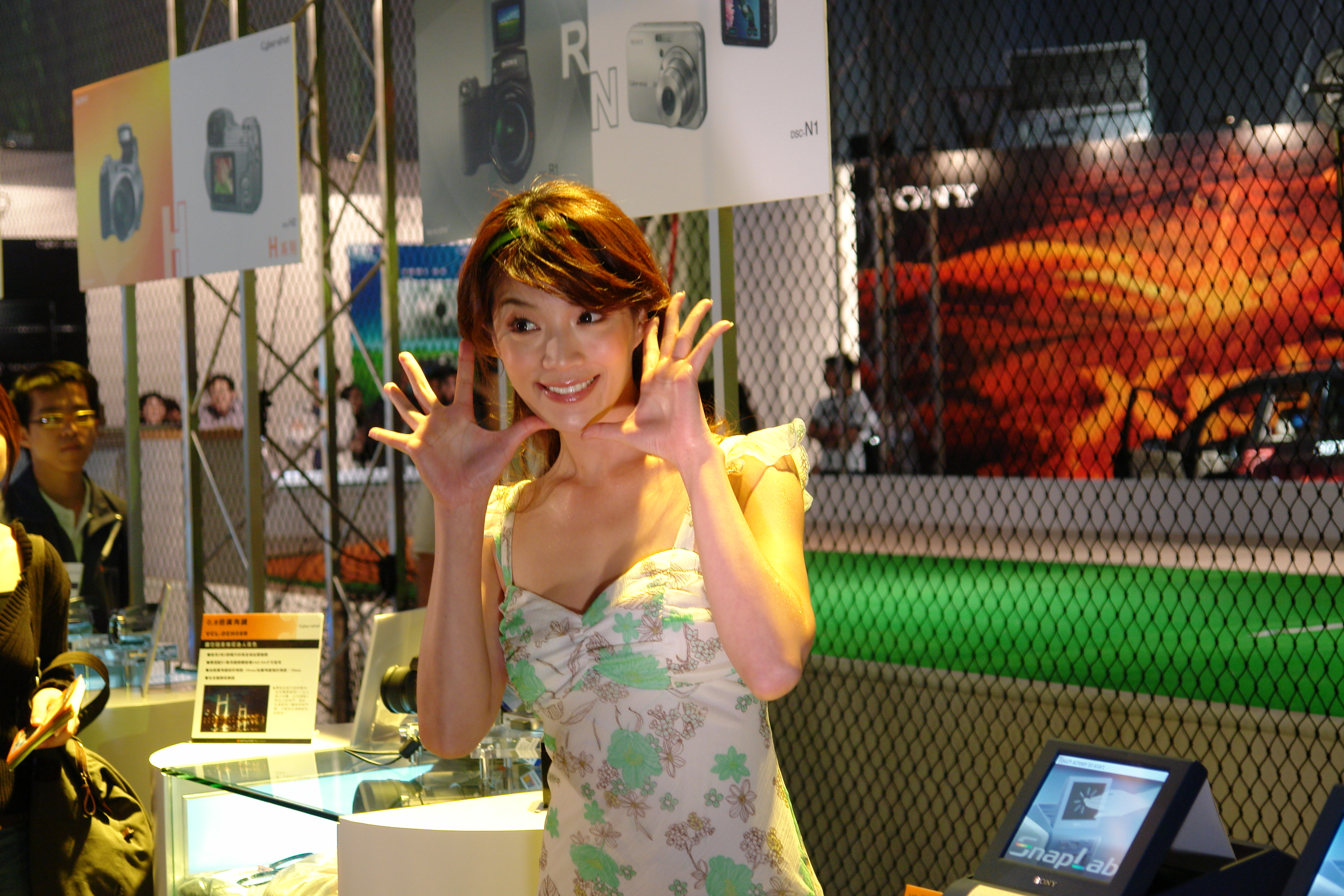
蔡淑臻攝影於影像區

## 2005年
SonyFair 2005於4月21日~4月24日在台北101 4樓-都會廣場正式展開，此次主軸為全球形象口號「like no other」，由新上任台灣新力國際董事長坂井賢司揭開序幕，此次為規模較小，展期最短（僅4天）一次。

## 2004年
SonyFair 2004於4月7日~4月16日在台北101 4樓-都會廣場正式展開，由新力公司社長安藤國威來台與Sony全球親善大使QRIO機器人共同揭開序幕，此次為慶祝Sony Style台北101店開幕，並介紹Sony集團在台灣期下各公司介紹，

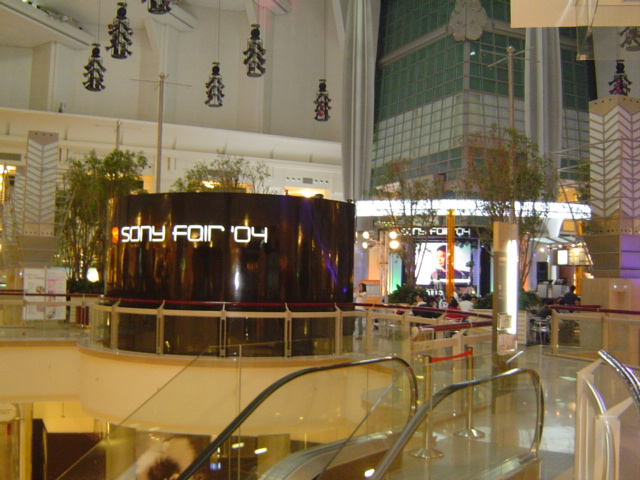
Sony Fair 04活動區
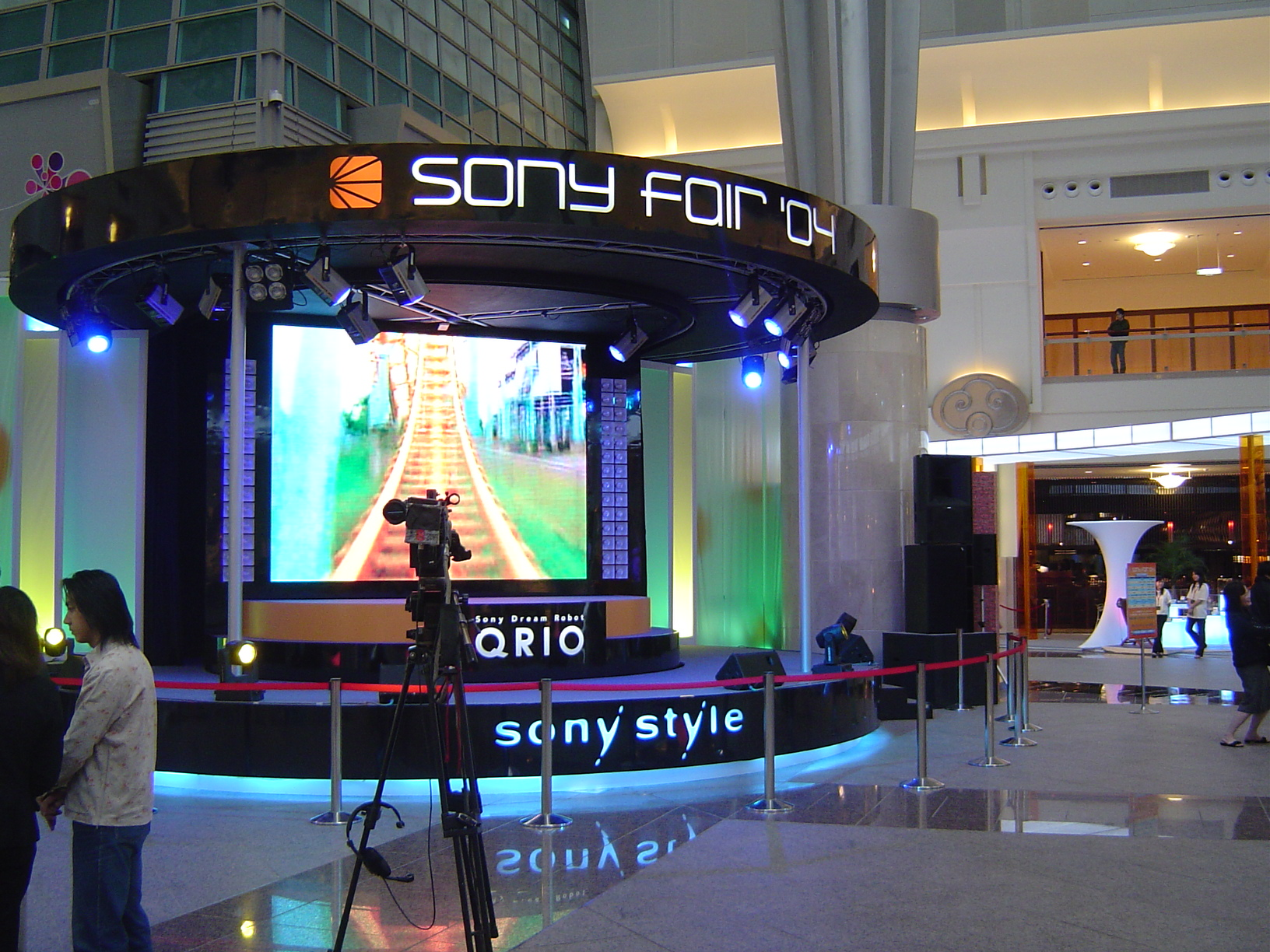
Sony Fair 04主舞台
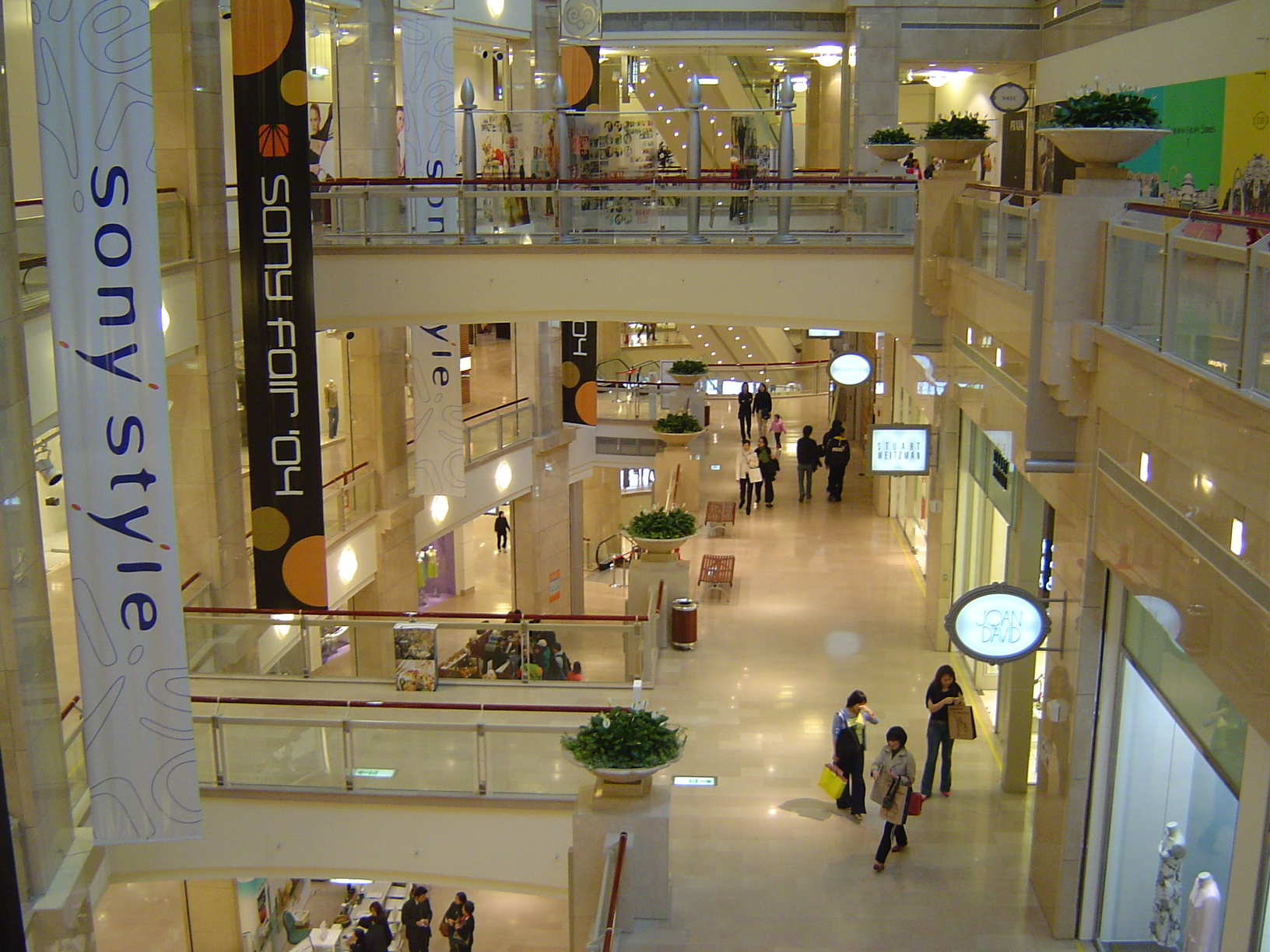
Sony Fair 04-台北101懸掛活動旗幟

## Sony concert迷你演唱會
「Sony concert迷你演唱會」自2004年首屆Sony Fair開始，會展期間每周末下午7點台灣新力博德曼音樂旗下歌手參與演出，但在2008年，確曾首度出現「拉管制線」的局面，引起地主台北101的高度重視。
- 參與歌手
  - 2004年－蔡依林、黃湘怡、游鴻明
  - 2005年－
  - 2006年－黃義達、柯有倫、南拳媽媽、賴雅妍、SAYA、游鴻明、周蕙
  - 2007年－黃義達、柯有倫、賴雅妍、蔡旻佑、戴愛玲、張懸、二女
  - 2008年－王力宏、黃義達、柯有倫、賴雅妍、盧學叡、王若琳、蔡閔佑、戴愛玲、張懸、二女

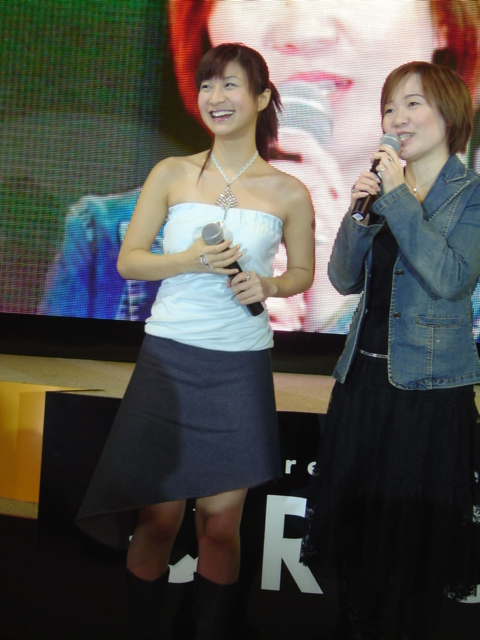
Sony Fair 04-黃湘怡
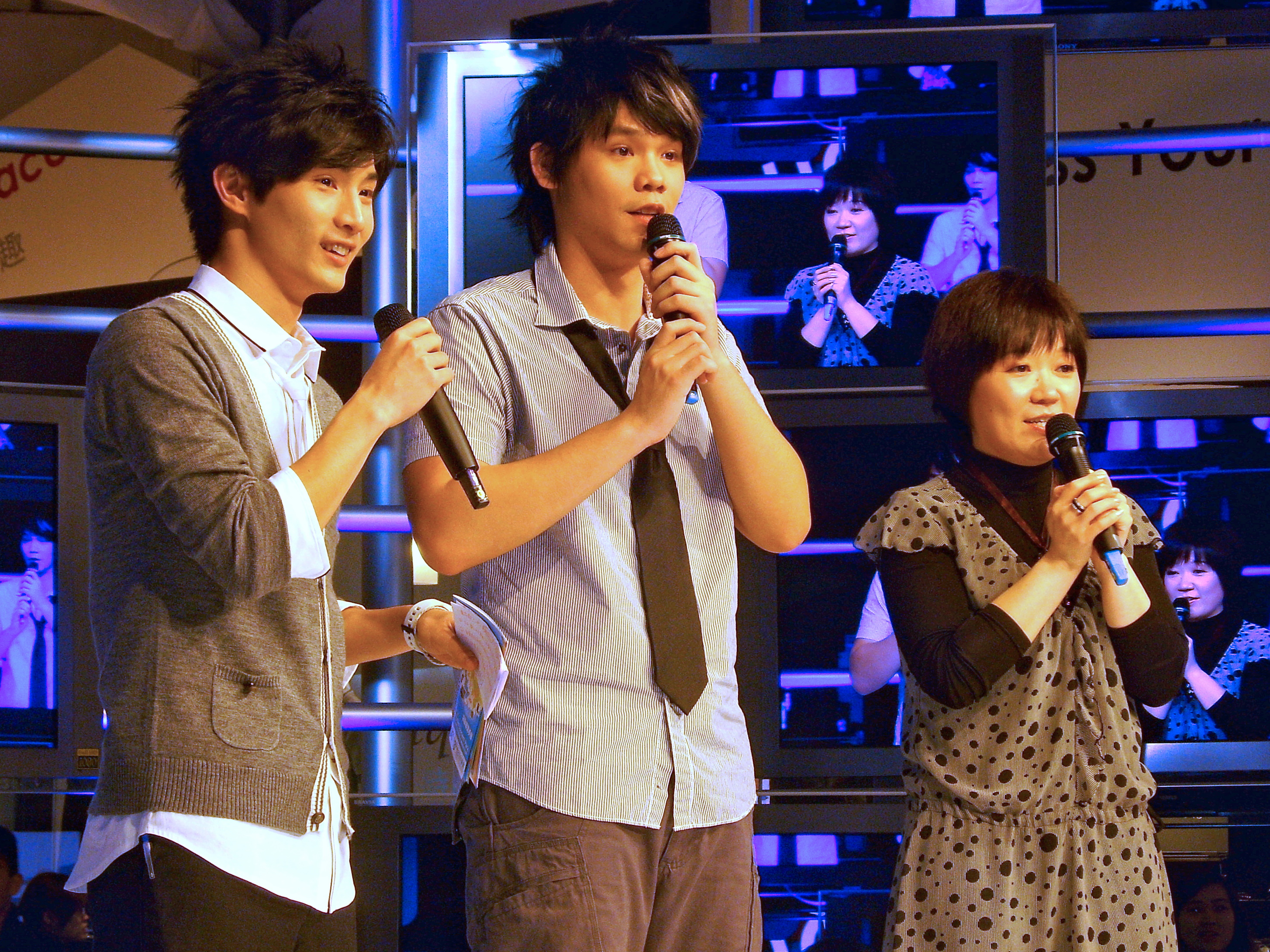
Sony Fair 08-盧學叡